# Moraleja del Vino
Moraleja del Vino é um município da Espanha na província de Zamora, comunidade autónoma de Castela e Leão, de área 20 km² com população de 1390 habitantes (2007) e densidade populacional de 67,51 hab/km².

## Demografia
| Variação demográfica do município entre 1991 e 2004 | Variação demográfica do município entre 1991 e 2004 | Variação demográfica do município entre 1991 e 2004 | Variação demográfica do município entre 1991 e 2004 |
| --------------------------------------------------- | --------------------------------------------------- | --------------------------------------------------- | --------------------------------------------------- |
| 1991                                                | 1996                                                | 2001                                                | 2004                                                |
| 1202                                                | 1261                                                | 1254                                                | 1315                                                |